# McQueen (Oklahoma)
McQueen és una comunitat no incorporada al Comtat de Harmon, al sud-oest de l'estat d'Oklahoma, als Estats Units d'Amèrica.
Per McQueen passa un tram de l'autovia U.S. Route 62 i es localitza 6,4 quilòmetres a l'est del poble de Gould i a 7,5 d'East Duke.

## Poblacions més properes
El següent diagrama mostra les poblacions més properes.